# Friedrich Lochmann
Friedrich Jakob Theodor Lochmann (* 17. April 1863 in Darmstadt; † 21. Dezember 1914 in Offenbach am Main) war ein hessischer Kreisrat.

## Familie
Seine Eltern waren der Rechtsanwalt Dr. jur. Adolf Lochmann (1833–1912) und Marianne Jenny, geborene Eigenbrodt (1840–1903).
Friedrich Lochmann heiratete 1891 Amalie Muhl (1866–1945), Tochter des Advokaten am Hofgericht Darmstadt, Carl Muhl.

## Karriere
Friedrich Lochmann studierte Rechtswissenschaft an der Universität Gießen, war Regierungsassessor in Darmstadt und wurde 1891 Amtmann beim Kreis Mainz. 1899 wurde er zum Regierungsrat befördert. 1900 erfolgte seine Ernennung zum Kreisrat des Kreises Dieburg. 1908 wechselte er in gleicher Funktion zum Kreis Offenbach. Als er 1914 verstarb, hatte er dieses Amt immer noch inne.

## Weitere Engagements
- 1898 Vorsitzender des Schiedsgerichts für die städtische Bauunfallversicherung in Mainz[1]

## Ehrungen
- 1901 Preußischer Roter Adlerorden IV. Klasse[1]
- 1904 Ritterkreuz I. Klasse des Verdienstordens Philipps des Großmütigen[1]
- 1910 Russischer Sankt-Stanislaus-Orden II. Klasse[1]
- 1912 Geheimer Regierungsrat[1]